# Åbo sockerbruk

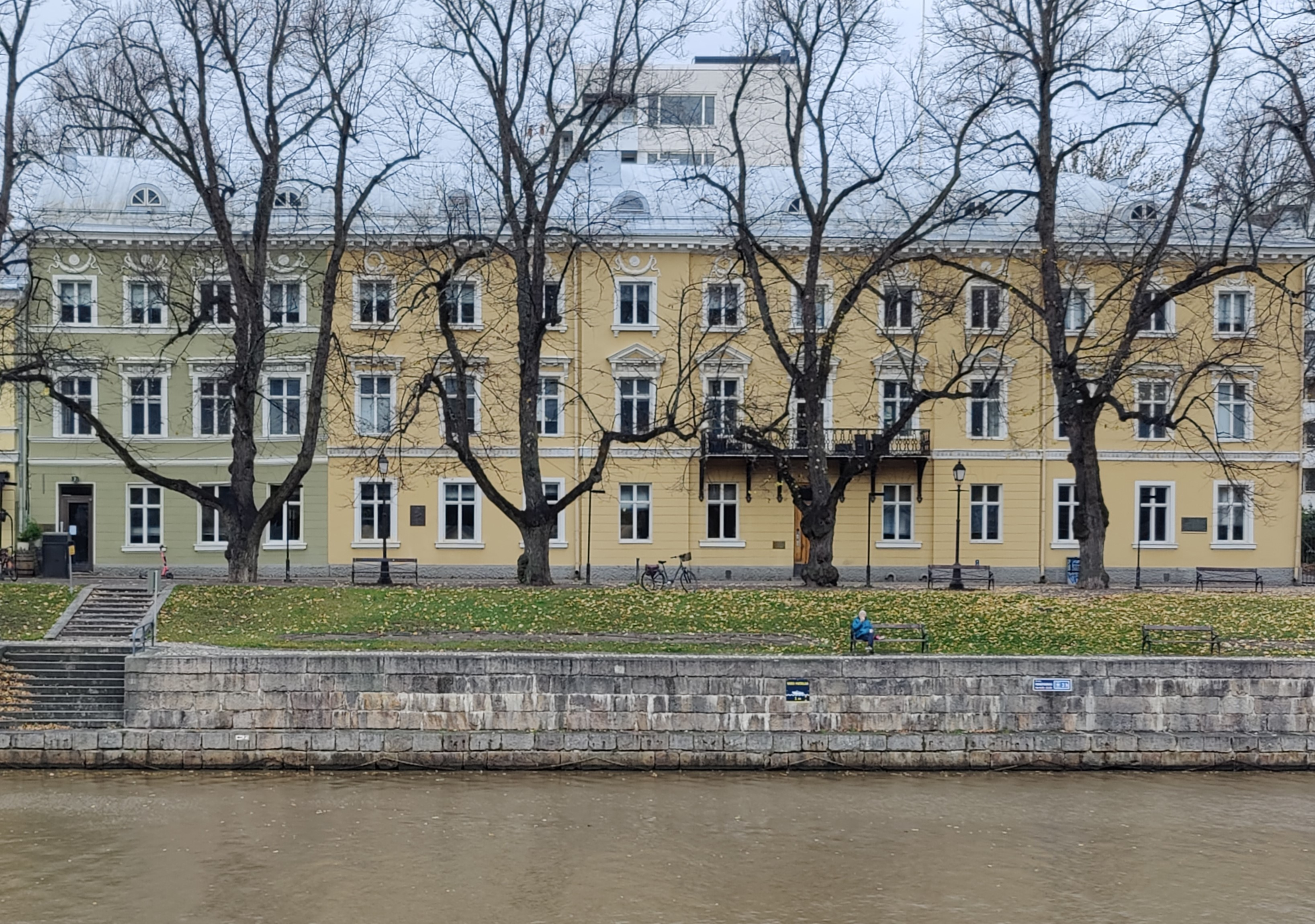
Åbo sockerbruks huvudbyggnad.

Åbo sockerbruk verkade i Åbo från 1758 till 1824. Det var Finlands första och på sin tid största sockerbruk.

## Historik

### Bakgrund
Efterfrågan på socker var i början av 1740-talet i Finland så stor att man i vissa affärskretsar började överväga lokal tillverkning. Den svenska riksdagen 1740–1741 tillät inte att nya sockerbruk grundades men ansåg att ett sådant kunde grundas i Finland om intresse fanns. Hattarnas ryska krig (1741–1743) fördröjde all sådan planering. År 1749 lämnade några handelsmän i Åbo till kommerskollegium en anhållan om ett privilegium för ett sockerbruk i Åbo men sockertillverkarna i Stockholm motsatte sig ett beviljande. En ny anhållan inlämnades till riksdagen år 1755 av medlemmar av borgarståndet men som kom från olika finska städer. Ständerna förordade anhållan och ett privilegium beviljades år 1756. Ledande i det nya bolaget var handelsmannen Jacob Bremer och bolaget köpte omedelbart en tomt vid Aura ås strand och centralt belägen i Åbo. Där uppfördes det nya sockerbruket med behövliga ekonomibyggnader efter ritningar av stadsarkitekten Christian Friedrich Schröder. Produktionen i fabriken inleddes år 1758 och samma år köptes de första råsockerpartierna i Köpenhamn och Stockholm. Senare sände delägarna i sockerbruket oftast sina egna fartyg till Bordeaux för att avhämta västindiskt råsocker.

### Bruket i verksamhet
Redan från början producerades toppsocker men också bröstsocker. Som en biprodukt fick man sirap. Det första året producerade bruket bara 2 500 kg toppsocker av medelmåttigt slag men efter sjuårskrigets slut och råvarutillgången blivit bättre kunde man redan 1763 producera fyra gånger så mycket. Det första Åbofartyget som seglade till Västindien och Havanna på Kuba var den fregattacklade Kron-Printzen år 1769. Samma år 
besökte också ett fartyg från Helsingfors samma hamnstad. Resorna över Atlanten blev inte vanliga. Följande Åbofartyg som seglade dit 1782 var fregatten Mars som fördes av kapten Petter Claesson med Cap François (Cap-Haïtien) på Haitis nordkust som mål. Den lönsamma sockerproduktionen inspirerade två andra borgare i Åbo att anhålla om privilegium på sockertillverkning men produktionen som ägde rum 1775–1779 var aldrig stor. På sommaren 1778 brann Åbo sockerbruk ned men efter ett drygt år kunde man sätta igång verksamheten igen. Frånsett brandåret ökade sockerbrukets produktion så mycket under 1770-talet och början av 1780-talet att man kunde börja sälja sina varor också i Stockholm, där många av de österbottniska städerna köpte sitt socker. 

### Nya ägare och konkurrenter
År 1784 grundades ett nytt sockerbruk i Borgå med den sockermästare som hade lett verksamheten i Åbo. Bruket i Borgå blev aldrig stort. År 1785 köpte Jacob Bremer ut sina medägare i Åbo sockerbruk och brukets produktion var som störst under åren fram till hans död 1790. Sockerbruket övertogs av först hans änka, sedan hans son, men produktionen sjönk under 1790-talet. Orsaken var Gustav III:s ryska krig, de de finska fartygen inte kunde lämna sin hamn, och sedan revolutionskrigen, då priserna på alla varor i Atlanthandeln sköt i höjden. Prisstegringen på socker manade fram en allt större odling av sockerrör på de ostindiska öarna, där inget monopol rådde och priserna därför var låga. Det svenska ostindiska kompaniet började redan på 1790-talet importera råsocker därifrån. År 1803 sålde sonen Bremer Åbo sockerbruk till handelsmannen i Åbo Johan Christopher Roos. Nedgången för bruket fortsatte eftersom kontinentalblockaden gjorde råvaran så dyr. Åbo sockerbruk fortsatte ändå att vara det ledande sockerbruket i Finland till den svenska tidens slut, trots nya initiativ i flera städer i Finland. 

### Ryska tiden
Efter Finska kriget fick sockerbruket problem med den nya tullgränsen mot Sverige. Samtidigt öppnade sig de ryska marknaderna då ryssarna saknade rätt att importera råsocker.   
De finska sockerbruken fick ett sista uppsving efter 1809 genom att konkurrensen från Sverige upphörde med den nya tulltaxan år 1812. År 1812 var brukspatronen Roos tvungen att sälja bruket och det övergick till den tyske köpmannen i Sankt Petersburg Christian Rudolph Lohman. Denne inte bara utvidgade sockerbruket utan bedrev också kolonialvaruhandel och valutaväxling. Redan år 1816 sålde Lohman sockerbruket till en av sina affärsvänner i S:t Petersburg, G. E. Pychlau. Även han sysslade med många olika verksamheter men hans sockerbruk fick sin dödsstöt då Ryssland och Sverige år 1817 ingick ett handelsavtal som gjorde sockerproduktionen i Finland totalt olönsam. Verksamheten i Åbo lades slutgiltigt ned år 1824. 